# راسل (مینه‌سوتا)
راسل، مینه‌سوتا (به انگلیسی: Russell, Minnesota) یک شهر در ایالات متحده آمریکا است که در شهرستان لیون واقع شده‌است.

## خصوصیات
راسل ۲٫۵۱ کیلومترمربع مساحت و ۳۳۸ نفر جمعیت دارد و ۴۶۴ متر بالاتر از سطح دریا واقع شده‌است.